# Aldonça Martorell
Aldonça Martorell era la penúltima dels set fills de Francesc Martorell i la seua esposa, Damiata, a més de Galceran, Joanot, l'escriptor (±1413 - 1468), Jofre, Jaume, Isabel i la petita Damiata.
Els Martorell provenien del Principat de Catalunya i s'havien instal·lat a Gandia com a repobladors cristians d'ençà dels temps de la Reconquesta. Una branca familiar, la fundada per en Guillem Martorell, l'avi d'Aldonça, és la que més havia aconseguit prosperar, ja que Guillem arribà a ser conseller del rei Martí l'Humà. A les acaballes del segle xiv i començaments del XV, la família Martorell, tot i no pertànyer a l'alta noblesa, era un llinatge ric i influent, que tenia possessions a Xaló, Llíber i Murla. El segle xv es caracteritza per una crisi pregona de la cavalleria que perd diner, prestigi i poder econòmic i que es veu obligat casar-se amb filles plebeies, però descendents de rics comerciants. Aldonça és una representant d'aquest declivi social i econòmic d'una nissaga.
A mesura que avança el segle xv, aquesta situació s'empitjora i Aldonça en pateix les dures conseqüències. El 21 de març 1426 va haver de cedir les aljames de Murla i Benibrahim a Joan de Valeriola, per satisfer un deute. Els documents de la seua època la presenten com una «dama pidolaire». El 1442, mentrestant Joanot era a la presó, Aldonça va fugir del domicili conjugal «en prendre roba i diners» poc abans que el seu germà Lluís, que era canonge a Lleida, arrabassi el capítol en la bancarrota familiar. El seu nom apareix com a part demandant en diverses reclamacions judicials de quantitat contra la família dels Íxer, els nous senyors de Xaló, fonamentades en els seus drets familiars sobre aquestes possessions. A través d'aquesta mateixa documentació se sap que Aldonça estava casada amb en Galceran de Monpalau, donzell originari de Gandia, i en un rebut de data de 10 de desembre de l'any 1469, se la menciona com a vídua de Galceran. Per una reclamació feta a Joana Llançol, senyora de la Vall de Xaló, se sap que Aldonça encara era viva el 20 de febrer de 1483. La data i les circumstàncies de la seua mort a hores d'ara es desconeixen.